# Richard Rust
Richard Rust est un acteur américain né le 13 juillet 1935 à Boston et mort le 9 novembre 1994 à Los Angeles.

## Filmographie partielle

### Cinéma
- 1961 : Les Bas-fonds new-yorkais de Samuel Fuller
- 1961 : Homicide (Homicidal) de William Castle
- 1962 : La Rue chaude d'Edward Dmytryk
- 1962 : Tarass Bulba de J. Lee Thompson
- 1966 : Alvarez Kelly d'Edward Dmytryk
- 1969 : Les Anges nus de Bruce D. Clark
- 1970 : The Student Nurses de Stephanie Rothman
- 1971 : The Last Movie de Dennis Hopper
- 1973 : Kid Blue de James Frawley
- 1973 : L'Évadé de l'Île du Diable de William Witney
- 1977 : The Great Gundown de Paul Hunt
- 1988 : Colors de Dennis Hopper
- 1988 : Daddy's Boys de Joseph Minion
- 1988 : Double Revenge d' Armand Mastroianni

### Télévision
- 1962 : Sam Benedict (série télévisée)
- 1962 : L'Homme à la carabine (série télévisée)
- 1963 : Bonanza (série télévisée)
- 1963 :  Hôpital central  (série télévisée)
- 1963 : Le Vagabond (série télévisée)
- 1966 : Commando du désert (série télévisée)
- 1971 : Sam Cade (série télévisée)